# 杨林丰
杨林丰（英語：Yeo Ning Hong，1943年11月3日—），人民行动党，祖籍福建省，生于新加坡。曾担任新加坡国防部部长、新加坡通讯及新闻部部长、PSA国际港务集团主席。

## 生平
1943年，出生于新加坡。1971年，为美国斯坦福大学当博士后研究生。1980年，当选金声区国会议员。1981年，任国防部政务部部长。1983年，任通讯部代部长。1984年，任国家发展部第二部长。1985年，任通讯及新闻部部长。1991年，任国防部部长。